# Freygeirr

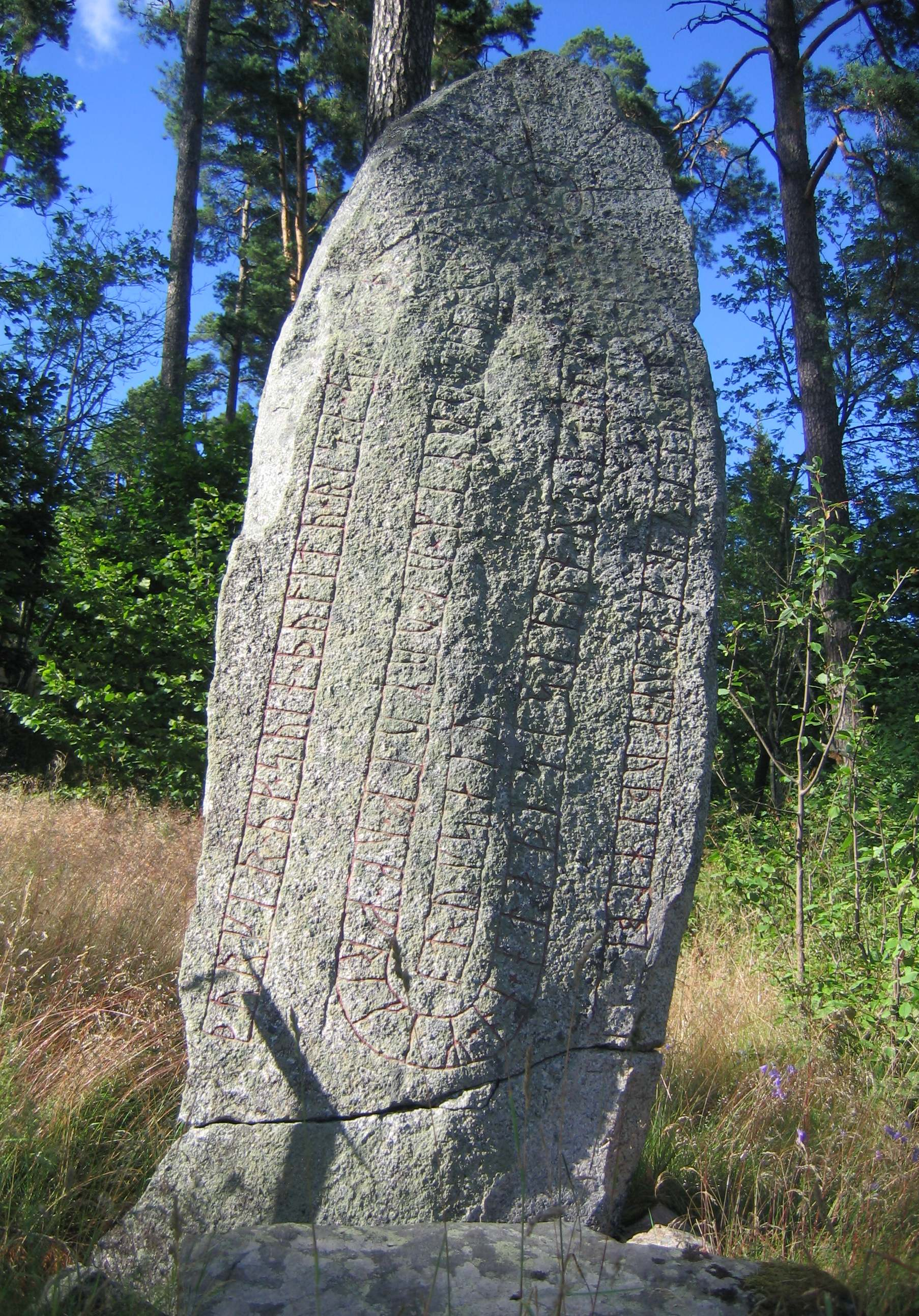
A pedra rúnica U 518 refere a morte de Freygeir

Freygeirr (nórdico antigo oriental: FrøygæiRR, sueco: Fröger) foi um guerreiro víquingue que provavelmente liderou um leidang durante uma expedição no mar Báltico na década de 1050 e foram identificadas pelo menos seis pedras rúnicas: Gs 13, Dr 216, U 518, U 611, U 698 e U 1158.
Gs 13 das pedras rúnicas de expedições bálticas
Cita um guerreiro derrotado em batalha, menciona Freygeirr como comandante da expedição a Tavastia.
Dr 216 das pedras rúnicas víquingues
Na pedra Dr216 é mencionado Fraði/Freði, terror de todo o homem, que foi membro destacado dos víquingues do recrutamento de Freygeirr.
U 518 das pedras rúnicas sobre a Grécia
Refere a morte de Freygeirr juntamente com dois dos seus homens, Ormgeirr e Ormulfr na leva da Grécia (pelo então Império Bizantino).
U 611 das pedras rúnicas víquingues e U 698 das pedras rúnicas de expedições bálticas
São pedras em memória dos guerreiros que participaram nas expedições de um guerreiro que os runólogos identificaram como sendo Freygeirr.
e U 1158 que cita os filhos de Freygeirr que recordam o seu pai levantando a pedra em sua honra:
«Guðsteinn(?) e Eistr e <...> e Áki erigiram esta pedra em memória de Freygeirr, seu pai. Lífsteinn gravou estas runas».
A rundata situa o local da morte de Freygeirr na ilha de Selaön, no Lago Malar, contudo segundo outra teoria as runas isilu representam *isi[s]la e devem ser transcritas como *ī ey-sȳsla, "in Ösel" (atual Saaremaa, na Estónia).
O historiador Omeljan Pritsak destaca que o nome de um dos filhos Eistr ("Estónio") está relacionado com as actividades no Báltico e também sugere que a morte de Freygeirr está vinculada com a expedição conjunta de suecos e russos de Quieve contra os estónios de Saaremaa.